# Gradisch
Gradisch ist eine Ortschaft und eine Katastralgemeinde in der Gemeinde Feldkirchen in Kärnten im Bezirk Feldkirchen in Kärnten. Namensgebend ist entweder das dortige Schloss Gradisch oder sein mittelalterlicher Vorgängerbau.

## Siedlungsentwicklung
Zum Jahreswechsel 1979/1980 waren in der Katastralgemeinde Gradisch insgesamt 134 Bauflächen mit 35.586 m² Fläche und 73 Gärten auf 70.737 m². Zum Jahreswechsel 1999/2000 war die Anzahl der Bauflächen auf 524  angewachsen und 2009/2010 bestanden 211 Gebäude auf 538 Bauflächen.

## Bodennutzung
Die Katastralgemeinde ist landwirtschaftlich geprägt. 677 Hektar waren zum Jahreswechsel 1979/1980 landwirtschaftlich genutzt worden, davon entfielen 427 Hektar auf forstwirtschaftliche genutzte Weideflächen. 1999/2000 ist auf 200 Hektar Landwirtschaft betrieben worden und 456 Hektar wurden forstwirtschaftlich genutzt. Gegen Ende des Jahres 2018 waren 179 Hektar als forstwirtschaftliche Fläche genutzt und 462 Hektar der forstwirtschaftlichen Nutzung zugefallen.  Die durchschnittliche Bodenklimazahl betrug im Jahr 2010 34,8.